# Lunar Park
Lunar Park (titre original : Lunar Park) est le cinquième roman de Bret Easton Ellis, paru en 2005. L'auteur y surprend ses lecteurs en adoptant un genre nouveau, l'autofiction. Salué par la critique, il a été élu meilleur roman de l'année 2005 par la rédaction du magazine Lire et a été nommé au prix World Fantasy du meilleur roman 2006.

## Résumé
Le héros du livre est Bret Easton Ellis qui narre, en guise d'introduction au roman, l'histoire de son fulgurant succès littéraire, de sa famille, de sa vie, de la drogue et de la débauche. Le roman débute au moment où l'écrivain se rachète une conduite en épousant l'actrice Jayne Dennis (dans la réalité Ellis n'aurait jamais été marié) et en s'installant dans une banlieue riche de la côte est américaine avec sa femme et son fils (reconnu après de multiples procès).
Où la fiction prend-elle exactement le pas sur la réalité ? La maison s'avère hantée et Ellis y croisera les personnages qu'il a créés, tel le fantôme de son père, Patrick Bateman, ou même une peluche vivante qui n'hésitera pas à l'attaquer. Tous étant des manifestations de ses démons intérieurs liés à l'écriture.
Parallèlement à cela, Lunar Park est également un roman sur l'enfance et la paternité aujourd'hui aux États-Unis ; on y croise d'innombrables parents et enfants plus paumés les uns que les autres. Une sensation saisissante d'angoisse, d'étouffement et de paranoïa plane sur le récit ; une angoisse que les parents essaient de traiter en injectant à leurs enfants du Ritalin et autres anxiolytiques en vogue aux États-Unis. Ce qui manifestement ne suffit pas puisqu'une intrigue secondaire du roman, concerne des disparitions d'enfants (le fameux « Disparaître ici », leitmotiv de Moins que zéro ?).
Dans ce roman, Ellis suggère l'idée que son père lui aurait inspiré le personnage de Patrick Bateman, le tueur en série du roman le plus controversé de l'auteur, American Psycho.
Le roman explore les relations avec un fils, et notamment ce qu'un homme peut comprendre de son propre père quand il le devient à son tour.

## Prix littéraires
- Meilleur livre de l'année 2005, décerné par la revue Lire.